# Love Education
Pour plus de détails, voir Fiche technique et Distribution.
Love Education (相爱相亲, Xiāng ài xiāng qīn) est un film sino-taïwanais réalisé par Sylvia Chang, sorti en 2017.
La première du film a lieu au Festival de Busan 2017 où il est le film de clôture.

## Fiche technique
- Titre original : 相爱相亲, Xiāng ài xiāng qīn
- Titre français : Love Education
- Réalisation : Sylvia Chang
- Scénario : Sylvia Chang et You Xiaoying
- Photographie : Mark Lee Ping Bin
- Montage : Matthieu Laclau
- Musique : Kay Huang
- Pays d'origine : Chine / Taïwan
- Format : Couleurs - 35 mm - 2,35:1
- Genre : drame
- Durée : 120 minutes
- Dates de sortie :
  -  Corée du Sud : 21 octobre 2017 (Festival de Busan 2017)
  -  Chine : 3 novembre 2017
  -  Taïwan : 17 novembre 2017

## Distribution
- Sylvia Chang : Qiu Huiying
- Tian Zhuangzhuang : Yin Xiaoping
- Lang Yueting : Weiwei
- Ning Song : Da
- Wu Yanshu : Granny
- Le Geng : Lu Mingwei
- Tan Weiwei : Zhu Yin

## Prix
- 37e cérémonie des Hong Kong Film Awards : Meilleur scénario pour Sylvia Chang et You Xiaoying[1].